# Menisco (fisica)

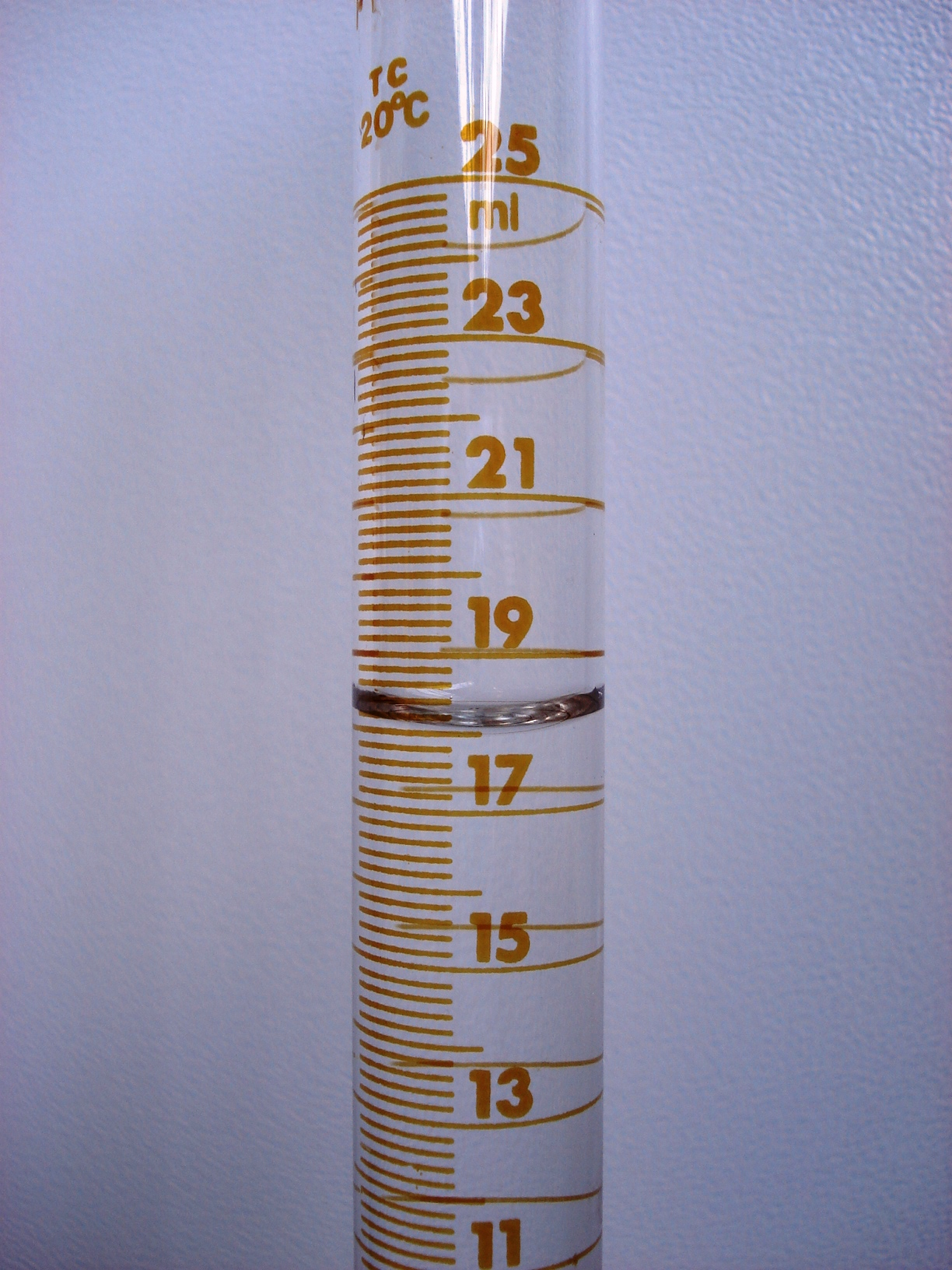
Un menisco in una buretta contenente acqua

Il menisco è una conca superficiale di un liquido presente in qualsiasi contenitore (per esempio in una pipetta, in un cilindro o in un becher). Questa conca è più o meno evidente in correlazione al diametro del contenitore: minore è il diametro, maggiore è il menisco e viceversa. Più precisamente se si considera un liquido contenuto in un capillare (tubo di diametro minore di un millimetro) e si esamina la sua superficie libera nelle zone di contatto con le pareti del contenitore; sommando vettorialmente le forze di coesione, le forze di adesione e la forza peso, si ottiene la risultante R e si ha che la superficie del liquido si dispone ortogonalmente a tale vettore, provocando un innalzamento o un abbassamento del liquido sul contorno del capillare: il contorno che si forma si chiama menisco.

## Tipologie

Figura A: un menisco concavo.
Figura B: un menisco convesso.

Il menisco concavo (cioè dove la parte centrale del liquido è più bassa di quella a contatto col contenitore) si ha quando la forza di adesione del liquido al contenitore è superiore a quella di coesione, come nel caso dell'acqua. Nel caso inverso come nel mercurio, il menisco è convesso, cioè la parte centrale del liquido è più alta di quella a contatto col contenitore.
Il fenomeno che genera il menisco porta, in un capillare, il menisco concavo più in alto e quello convesso più in basso rispetto al livello del liquido nei vasi comunicanti ad esso collegati.

## Tensione superficiale
Indicando con {\displaystyle P_{0}} la pressione immediatamente al di sotto del menisco e con {\displaystyle P_{1}} la pressione immediatamente al di sopra  si ha che la tensione superficiale è legata alle pressioni dalla seguente relazione:
{\displaystyle P_{1}=P_{0}\pm T\left({\frac {1}{r_{1}}}+{\frac {1}{r_{2}}}\right)}
dove (il segno {\displaystyle +} vale per i menischi concavi e il segno {\displaystyle -} vale per i menischi convessi):
- {\displaystyle \scriptstyle T} è la tensione superficiale (J/m² or N/m);
- {\displaystyle r_{1}} e {\displaystyle r_{2}} sono i raggi di curvatura del menisco (m) lungo 2 assi ortogonali sulla superficie del menisco.

Nel caso dei menischi sferici, essendo {\displaystyle r_{1}=r_{2}=r} si ha:
{\displaystyle P_{1}=P_{0}\pm \left({\frac {2T}{r}}\right)} .